# Prosper Garnot
Pour les articles homonymes, voir Garnot (homonymie).
Prosper Garnot est un médecin et un naturaliste français né le 18 janvier 1794 à Brest et mort le 8 octobre 1838 à Paris.

## Biographie
Il est chirurgien-assistant à bord de La Coquille commandée par Louis Isidore Duperrey durant son voyage de circumnavigation de 1822 à 1825. Aux côtés de René Primevère Lesson (1794-1849), il constitue une immense collection de spécimens d'histoire naturelle en Amérique du Sud et dans le Pacifique. Garnot souffre de graves attaques de dysenterie et repart vers la France avec une partie des collections à bord du Castle Forbes. Celles-ci sont perdues lorsque le bateau s'échoue et doit être abandonné au Cap de Bonne-Espérance en juillet 1824. Avec René Lesson, il écrit la partie zoologique du compte rendu du voyage qui paraît sous le titre de Voyage autour du monde exécuté par ordre du roi sur la corvette “La Coquille” (six volumes, Paris, 1828-1832).

## Source
- P(rosper). Levot, « Biographie de Prosper Garnot », Revue des Provinces de l'Ouest, 4e année, 1re livraison, septembre 1856, Nantes.